# 96876 Andreamanna
96876 Andreamanna este un asteroid din centura principală de asteroizi.

## Descriere
96876 Andreamanna este un asteroid din centura principală de asteroizi. A fost descoperit pe 7 octombrie 1999 la Gnosca de Stefano Sposetti. Asteroidul prezintă o orbită caracterizată de o semiaxă mare de 2,55 ua, o excentricitate de 0,01 și o înclinație de 4,7° în raport cu ecliptica.